# Terreur à l'ouest (film, 1954)
Pour le film de Lloyd Bacon sorti en 1939, voir Terreur à l'ouest (film, 1939).
Pour le film d'Andy Tennant sorti en 2010, voir Le Chasseur de primes.
Pour plus de détails, voir Fiche technique et Distribution.
Terreur à l'ouest (The Bounty Hunter) est un film américain réalisé par André de Toth, sorti en 1954.

## Synopsis
Burch, un criminel recherché tente de tendre une embuscade au chasseur de primes Jim Kipp mais ce dernier prend le dessus sur lui. Kipp emmène le cadavre de Burch en ville pour récupérer la récompense et un représentant Pinkerton demande à Kipp de chasser un trio de fugitifs. Trois hommes masqués ont commis un vol et se sont enfuis avec 100 000 $. Kipp, qui a la réputation de faire n'importe quoi pour de l'argent, se voit offrir une énorme récompense s'il peut capturer les coupables morts ou vivants. Kipp se rend dans la ville de Twin Forks et utilise un pseudonyme. Il cherche des informations sur les blessures d'un fugitif auprès du Dr Spencer, qui se méfie de trop en révéler. Kipp est immédiatement attiré par la fille du médecin, Julie. Un homme boiteux nommé Bill Rachin, qui travaille à l'hôtel, attire les soupçons de Kipp. Tout comme George Williams, un marchand de cartes. La femme de Williams, Alice, flirte avec Kipp et essaie de lui soutirer des informations. Kipp ne révèle pas le but de sa visite.
Vance Edwards identifie Kipp et sa réputation de chasseur de primes. Edwards croit à tort que Kipp le cherche pour un autre crime. Les habitants de la ville deviennent anxieux à mesure que la vérité sur Kipp devient connue. Dirigés par le maître de poste, Danvers, ils offrent à Kipp un pot-de-vin pour quitter la ville. Kipp dit à plusieurs personnes qu'il attend un colis sur la diligence du lendemain et dans le colis se trouve une ressemblance avec l'un des voleurs. Le Dr Spencer surprend plus tard Kipp dire la même chose à sa fille et il s'inquiète. Le Dr Spencer confronte Williams, qu'il sait être associé aux voleurs, et demande à les rencontrer. Williams dit à Spencer que les trois jouent au poker et accepte de l'emmener à leur jeu mais tire sur Spencer à la place. En entendant le tir, Kipp poursuit et coince Williams. Il essaie de forcer Williams à dire ce qu'il sait du vol, mais le shérif Brand abat Williams juste au moment où Williams était sur le point de révéler des informations sur le vol. Danvers tente d'étouffer Spencer grièvement blessé, mais il est découvert par Julie. Kipp entend les cris de Julie et se précipite vers elle; Danvers s'enfuit. Kipp suit Danvers alors qu'il quitte précipitamment la ville et s'arrête lorsqu'il perd de vue Danvers mais entend quelqu'un creuser dans les collines. Il entend alors un coup de feu et trouve Danvers mort à côté d'une tirelire vide.
Kipp sait maintenant que Danvers était l'un des trois voleurs. Le lendemain, la scène arrive avec le courrier américain. Le shérif remplace Rachin et envisage de se débarrasser du chasseur de primes. Vance sauve Kipp, reconnaissant que le chasseur de primes ne soit pas après lui. Kipp ouvre une des lettres dans la pochette de courrier et regarde le contenu, puis regarde le shérif. Le shérif se révèle être l'un des voleurs lorsqu'il pointe une arme sur Kipp, mais Alice Williams le tue. Elle explique que Brand le méritait pour avoir tiré sur son mari. Julie, qui avait regardé, se débat avec Alice pour son arme et Kipp soumet Alice. Kipp se rend compte qu'Alice est le troisième voleur. Il fouille sa sacoche et trouve l'argent volé. Kipp décide de s'installer à Twin Forks. Il épouse Julie et devient le nouveau shérif de la ville.

## Fiche technique
- Titre : Terreur à l'ouest
- Titre original : The Bounty Hunter
- Réalisation : André de Toth
- Scénario : Winston Miller (en), Finlay McDermid
- Production : Samuel Bischoff
- Société de production : Warner Bros. Pictures
- Musique : David Buttolph
- Photographie : Edwin B. DuPar
- Montage : Clarence Kolster
- Direction artistique :
- Costumes :
- Pays d'origine :  États-Unis
- Langue : Anglais
- Format :
- Genre : Western
- Durée : 93 minutes
- Dates de sortie :
  -  États-Unis 25 septembre 1954

## Distribution
- Randolph Scott : Jim Kipp
- Dolores Dorn : Julie Spencer
- Marie Windsor : Alice Williams
- Howard Petrie : Shérif Brand
- Harry Antrim : Dr Spencer
- Robert Keys : George Williams
- Tyler MacDuff : Vance
- Ernest Borgnine : Bill Rachin
- Dub Taylor : Eli Danvers

Acteurs non crédités
- Angela Clarke : Señora Maria Dominquez
- Charles Delaney : Villageois